# Ummidia mischi
Espèce
Ummidia mischi est une espèce d'araignées mygalomorphes de la famille des Halonoproctidae.

## Distribution
Cette espèce est endémique d'Afghanistan. Elle se rencontre vers Kandagar. 

## Description
Le mâle holotype mesure 13,75 mm.

## Étymologie
Cette espèce est nommée en l'honneur de Michael Misch. 

## Publication originale
- Zonstein, 2014 : A new species of the trapdoor spider genus Ummidia Thorell, 1875 (Aranei: Ctenizidae) from Afghanistan. Arthropoda Selecta, vol. 23, no 3, p. 269-271 (texte intégral).